# Nyahkur (langue)
Cet article concerne la langue nyahkur. Pour le peuple nyahkur, voir Nyahkur.
Le nyahkur (ou chao bon) est une langue môn-khmer parlée en Thaïlande. La langue est proche du môn avec laquelle elle constitue le rameau mônique des langues môn-khmer.

## Situation sociolinguistique
Le nyahkur subit une forte pression de la langue thaïe. Depuis l'époque du roi Rama V (1868-1910) la politique d'assimilation des minorités de Thaïlande fait que l'usage de la langue recule. Ce phénomène est amplifié par le desenclavement des régions où vivent les Nyahkur et l'installation de populations thaïes ou lao dans leurs villages.

Dans les années 1980, on ne trouvait déjà plus un Nyahkur monolingue et les jeunes préféraient parler les variétés locales de thaï, jugées plus prestigieuses. La langue est menacée.

## Phonologie
Les tableaux présentent les phonèmes vocaliques et consonantiques du dialecte klang du nyahkur.

### Voyelles
|         | Antérieure    | Centrale      | Postérieure   |
| ------- | ------------- | ------------- | ------------- |
| Fermée  | i [i] ii [iː] | ɯ [ɯ] ɯɯ [ɯː] | u [u] uu [uː] |
| Moyenne | e [e] ee [eː] | ɤ [ɤ] ɤɤ [ɤː] | o [o] oo [oː] |
| Ouverte | ɛ [ɛ] ɛɛ [ɛː] | a [a] aa [aː] | ɔ [ɔ] ɔɔ [ɔː] |

### Consonnes
|               |               | Bilabiales | Alvéolaires | Alvéolaires | Alvéolaires | Vélaires | Glottales |
| ------------- | ------------- | ---------- | ----------- | ----------- | ----------- | -------- | --------- |
| Centrales     | Latérales     | Bilabiales | Palatales   |             |             | Vélaires | Glottales |
| Occlusives    | Sourdes       | p [p]      | t [t]       |             |             | k [k]    | ʔ [ʔ]     |
| Occlusives    | Sourdes asp.  | ph [pʰ]    | th [tʰ]     |             |             | kh [kʰ]  |           |
| Occlusives    | Sonores       | b [b]      | d [d]       |             |             |          |           |
| Affriquées    | Sourdes       |            |             |             | c [t͡ʃ]      |          |           |
| Affriquées    | Sourdes asp.  |            |             |             | ch [t͡ʃʰ]    |          |           |
| Fricatives    | Fricatives    |            |             |             | ɟ [ʝ]       |          | h [h]     |
| Nasales       | Nasales       | m [m]      | n [n]       |             | ñ [ɲ]       | ŋ [ŋ]    |           |
| Liquides      | Liquides      |            |             | l [l]       |             |          |           |
| Roulées       | Roulées       |            | r [r]       |             |             |          |           |
| Semi-voyelles | Semi-voyelles | w [w]      |             |             | j [j]       |          |           |

## Sources
- (en) Therapan L. Thongkum, Nyah Kur (Chao Bon)-Thai-English Dictionary, Monic Language Studies, Vol.II, Bangkok, Chulalongkorn University Printing House, 1984.